# 틴 코트
《틴 코트》(ティーンコート)는 2012년 1월 10일부터 같은 해 3월 21일까지 NTV 계열에서 매주 화요일 23:58 - 24:29에 방송된 일본의 텔레비전 드라마이다. 고리키 아야메가 주연을 맡았다.

## 개요
미국에서 도입된, 청소년들이 검사나 변호사, 배심원이 되어 또래 청소년들이 일으킨 사건을 재판하는 틴 코트를 소재로 한 법률 드라마이다. 여고생 검사 냐코우지 미사토가 동갑내기인 다카다 사부로와 함께 틴 코트에 찾아온 사건의 진상을 파헤쳐간다. 고리키 아야메의 연속 드라마 첫 단독 주연 드라마이다.

## 출연진
- 냐코우지 미사토 - 고리키 아야메
- 다카다 사부로 - 세토 고지
- 오카자키 마호 - 무라카와 에리
- 마쓰다이라 다카시 - 아즈마 미키히사

## 시청률
최고시청률 4.8%(7화), 최저시청률2.5%(1화), 평균 시청률 3.4%를 기록했다.